# Gnomophalium
Gnomophalium is een geslacht uit de composietenfamilie (Asteraceae). Het geslacht telt een soort die voorkomt in  Egypte, Soedan, Iran, het Arabisch schiereiland, het Indisch subcontinent, Afghanistan en Tibet.

## Soorten
- Gnomophalium pulvinatum (Delile) Greuter